# Selbekken
Selbekken este o localitate (zonă urbană) situată în partea de vest a Norvegiei, port la Hamnabukta, un golf din vestul al fiordului Trondheim (Trondheimsfjorden), în comuna Orkland din provincia Trøndelag. Până în anul 2020, Selbekken a fost reședința fostei comune Agdenes.